# Gymnelia scita
Gymnelia scita là một loài bướm đêm thuộc phân họ Arctiinae, họ Erebidae.